# Mediusella bernieri
Mediusella bernieri är en tvåhjärtbladig växtart som först beskrevs av Louis Antoine François Baillon, och fick sitt nu gällande namn av L.J. Dorr. Mediusella bernieri ingår i släktet Mediusella och familjen Sarcolaenaceae. Inga underarter finns listade i Catalogue of Life.